# 알렉스 에이자
알렉스 마이클 에이자 2세(영어: Alex Michael Azar Jr., 1967년 6월 17일 ~ )는 미국의 변호사, 제약회사 임원 출신 정치인으로 2018년부터 2021년까지 보건복지부 장관을 지냈다. 2017년 11월 13일 도널드 트럼프 대통령이 그를 보건복지부 장관으로 지명했으며, 2018년 1월 24일 하원의 최종 승인을 받았다. 2020년 1월부터 2020년 2월까지 백악관 코로나바이러스 대책위원회 위원장을 지냈으나, 이후 마이크 펜스 부통령으로 교체되었다.
2001년부터 2005년까지 보건복지부 법무자문위원을 맡았으며, 2005년 7월 22일 보건복지부 차관으로 확정되었으나 2007년 1월 사임하였다.
2012년부터 2017년까지 제약회사인 일라이 릴리 앤드 컴퍼니 미국 지부장을 지냈으며, 대형 의약 동업 조합인 생명공학혁신기구 이사위원을 지내기도 했다.
2021년 1월 12일 장관직 사임 의사를 밝혔으며, 사임 효력은 20일에 적용된다. 사임 이유에 대해서 본인은 대통령 임기 말 관례적인 사임이라고 밝혔으나, 실제로는 바로 전주에 있었던 국회의사당 습격 사건 이후 조 바이든 당선인에게 평화적인 정권 이양을 하고자 사임했다는 것이 중론이다.